# 아이리시 싱글 차트
아이리시 싱글 차트(Irish Singles Chart)는 아일랜드 음반 산업 협회(IRMA)가 매주 발표하는 싱글 차트이다.